# Almost a Widow (film 1915)
Almost a Widow è un cortometraggio muto del 1915 diretto da John Francis Dillon. Di genere comico, sulle avventure da spiaggia di un gruppo di turisti, aveva come interpreti Frank Borzage, Neva Gerber, Lucille Ward, Beatrice Van.

## Trama
Jack e Joe, due amici scapoli, decidono di trascorrere insieme le vacanze a Sea Hurst, in tenda. Al campeggio giungono anche Henrietta James e la nipote Edna. La ragazza lega subito con Joe mentre la zia cerca di conquistare Jack che, invece, è attratto dalla signora Millionbucks, una bella vedova piena di ammiratori. Anche se Henrietta si oppone al matrimonio di Joe con la nipote, lui si procura comunque una licenza di matrimonio. Una sera, un topo spaventa Henrietta che si mette a urlare: accorre Jack, in pigiama, e la donna si getta tra le sue braccia. Sid, il proprietario del campeggio, viene a vedere cosa sta succedendo e, vedendoli abbracciati, richiede una spiegazione. Henrietta, allora, dichiara che ora Jack deve sposarla. Lui, per niente d'accordo, scappa via sulla spiaggia, inseguito dagli altri, mentre Sid sta già chiamando un prete. Joe, vedendo il sacerdote, coglie l'occasione e sposa Edna approfittando dell'assenza di Henrietta, intenta com'è a cercare di acchiappare Jack. Quando la donna torna, è furiosa: Edna e Joe ormai sono sposati, mentre Jack ha catturato la bella vedova. A lei, invece, tutta sola, non resta che cadere in una profonda depressione.

## Produzione
Il film fu prodotto dalla American Film Manufacturing Company (come Beauty).

## Distribuzione
Distribuito dalla Mutual, il film - un cortometraggio in una bobina - uscì nelle sale statunitensi il 13 novembre 1915.